# Cesena
Cesena é uma comuna italiana da região da Emília-Romanha, província de Forlì-Cesena, com cerca de 93.066 habitantes. Estende-se por uma área de 249,47 km², tendo uma densidade populacional de 373,05 hab/km². Faz fronteira com Bertinoro, Cervia (RA), Cesenatico, Civitella di Romagna, Gambettola, Longiano, Meldola, Mercato Saraceno, Montiano, Ravena (RA), Roncofreddo, Sarsina.

## Demografia
| Variação demográfica do município entre 1861 e 2011                               |
|                                                                                   |
| Fonte: Istituto Nazionale di Statistica (ISTAT) - Elaboração gráfica da Wikipedia |

## Pessoas ligadas à Cesena
- Pio VI (1717 - 1799), que pontificou de 1775 a 1799
- Pio VII (1742 - 1823), que pontificou de 1800 a 1823
- Maurizio Ferrini, (1953), humorista, ator e escritor